# Herbiphantes cericeus
Herbiphantes cericeus är en spindelart som först beskrevs av Saito 1934.  Herbiphantes cericeus ingår i släktet Herbiphantes och familjen täckvävarspindlar. Inga underarter finns listade i Catalogue of Life.